# Lackawanna (New York)
Lackawanna ist eine Stadt mit dem Status einer City im Erie County im Westen des US-amerikanischen Bundesstaates New York. Sie hat 19.949 Einwohner (Stand: Volkszählung 2020) auf 17 km². Lackawanna liegt am Südrand von Buffalo am Ostufer des Eriesees und gehört zum Metropolitanbereich Niagara Falls-Buffalo. Die Stadt erhielt ihren Namen nach der Ansiedlung der Lackawanna Steel Company.

## Geschichte
Der Bereich der Stadt war zu Beginn des 19. Jahrhunderts Teil des Buffalo Creek Reservation. Im Rahmen der Vertreibung der Indianer verkauften diese das Land 1842 und Siedler begannen im damals zum Gebiet der Town West Seneca zählenden Gebiet mit der Landwirtschaft.
Ab 1900 wurde ein Werk der Lackawanna Steel Company am Seeufer errichtet. Der große, nach dem Fluss Lackawanna in Pennsylvania benannte Stahlkonzern war ursprünglich in Scranton ansässig, beschloss aber Ende des 19. Jahrhunderts aufgrund steigender Lohn- und Transportkosten den Umzug nach West Seneca. Die Stahlerzeugung wurde dort 1904 aufgenommen.
Die meisten der im Bau und Betrieb des Stahlwerks und verbundener Anlagen beschäftigten Arbeiter zogen nach Buffalo und West Seneca. Die Lackawanna Steel Company errichtete zudem eigene Arbeitersiedlungen in unmittelbarer Nähe der Werksanlagen. Die Infrastruktur und das Budget von West Seneca konnte mit dem Zuzug tausender Einwohner nicht Schritt halten, zumal die Lackawanna Steel Company aufgrund historisch niedriger Steuersätze kaum Grundsteuer zahlte. Nach zunächst erheblichem Widerstand des Werksbetreibers wurde der westliche Teil der Town West Seneca daher 1909 in eine eigene City, Lackawanna, abgespalten.
Das Stahlwerk und damit verbundene Industrien dominierten den Ort. 1922 wurde die Lackawanna Steel Company von Bethlehem Steel übernommen. Nach einer Beschäftigung von bis zu 20.000 Mitarbeitern wurde das Werk nach einem langen Niedergang 1983 weitgehend geschlossen. Bis 2001 wurden noch Koks produziert und Stahlprodukte weiterverarbeitet. Der letzte, zwischenzeitlich zu ArcelorMittal gelangte Werksteil, in dem am Ende noch etwa 260 Arbeiter beschäftigt waren, wurde 2009 geschlossen. Teile der früheren Werksanlagen, die auf dem Gebiet der Stadt das gesamte Ufer des Eriesees säumen, werden von Nachfolgeunternehmen und Windparks genutzt. Eine Umnutzung wird durch zahlreiche Altlasten erschwert.

## Religion
Lackawanna beherbergt 14 protestantische Kirchen, die Masjid Alhuda Moschee als größte im Großraum Buffalo und eine Vielzahl römisch-katholischer Kirchen, als bedeutendste die Basilika Unserer Lieben Frau vom Sieg.

## Verkehr
Die Stadt ist über die Interstate 90, die US Route 62 und die New York State Route 5 an des Fernstraßennetz angebunden.

## Söhne und Töchter der Stadt
- Paula Pope (1934–1995), Wasserspringerin
- Dr. Lonnie Smith (1942–2021), Jazz-Organist
- Ron Jaworski (* 1951), American-Football-Spieler
- Ruben Santiago-Hudson (* 1956), Schauspieler
- Connie Porter (* 1959), afroamerikanische Jugendbuchautorin